# Тоні Фернандес (футболіст)
Анто́ніо Ферна́ндес Касі́но (ісп. Antonio Fernández Casino; нар. 15 липня 2008, Рубі) — іспанський футболіст, нападник клубу «Барселона», який виступає за резервну команду «Барселона Б».

## Клубна кар'єра
Виступав за молодіжну команду «Еспаньйола», а 2018 року приєднався до академії «Барселони» у віці 10 років. 7 вересня 2024 року дебютував за резервну команду клубу в матчі Прімери Федерасьйон проти «Оренсе». У цій грі забив свій перший в кар'єрі гол, також відзначившись результативною передачею. Таким чином у віці 16 років, 1 місяця і 23 днів став наймолодшим автором голу в історії «Барселони Атлетік», первершивши попереднє досягнення Аруни Бабангіди (16 років, 1 місяць і 28 днів).
4 січня 2025 року дебютував в основному складі «Барселони» в матчі Кубка Іспанії проти «Барбастро», вийшовши на заміну Пабло Торре. У віці 16 років і 173 дні став другим наймолодшим гравцем в історії клубу після Ламіна Ямаля (15 років і 291 день).

## Кар'єра в збірній
Виступав за збірні Іспанії до 15, до 16, до 17 і до 18 років.

## Особисте життя
Його двоюрідний брат Гільє також футболіст і займається у системі «Барселони».

## Статистика виступів
Станом на 24 травня 2025 
| Клуб              | Сезон             | Чемпіонат           | Чемпіонат | Чемпіонат | Кубок | Кубок | Єврокубки | Єврокубки | Інші  | Інші | Всього | Всього |
| Клуб              | Сезон             | Дивізіон            | Матчі     | Голи      | Матчі | Голи  | Матчі     | Голи      | Матчі | Голи | Матчі  | Голи   |
| ----------------- | ----------------- | ------------------- | --------- | --------- | ----- | ----- | --------- | --------- | ----- | ---- | ------ | ------ |
| Барселона Б       | 2024–25           | Прімера Федерасьйон | 23        | 8         | —     | —     | —         | —         | —     | —    | 23     | 8      |
| Барселона         | 2024–25           | Ла-Ліга             | 0         | 0         | 1     | 0     | 0         | 0         | 0     | 0    | 1      | 0      |
| Всього за кар'єру | Всього за кар'єру | Всього за кар'єру   | 23        | 8         | 1     | 0     | 0         | 0         | 0     | 0    | 24     | 8      |

## Досягнення
«Барселона»
- Володар Кубка Іспанії: 2024–25[10]